# Teman
Teman – niezidentyfikowane miasto biblijne w Edomie; nazwę tę odnoszono także do regionu, w którym znajdowało się miasto.
Według Księgi Rodzaju (Rdz 36,11) i 1 Księgi Kronik (Krn 1,36) otrzymało swoją nazwę od imienia pierworodnego Elifaza. Księga Rodzaju (Rdz 36,34) wymienia władcę Edomu – Chuszama, który pochodził z Temanitów. W Księdze Ezechiela (Ez 25,13) prorok Ezechiel zapowiadał zagładę Edomu, wymieniając miasta Teman i Dedan. W swoim Onomasticonie Euzebiusz z Cezarei wzmiankował o miejscowości Thaiman, położonej w nieznanym kierunku około 24 km od Petry w regionie Gebilitike.